# Eugenio La Rocca
Eugenio La Rocca (Nola, 1946) è un archeologo e funzionario italiano.

## Biografia
Si è laureato con Achille Adriani all'Università di Napoli nel 1968. Ha perfezionato i suoi studi archeologici a Roma e ad Atene.
È stato funzionario della Sovraintendenza alle antichità e belle arti del comune di Roma dal 1972, direttore dei Musei Capitolini di Roma dal 1981 al 1986 e sovraintendente dal 1993 al 2008.
Professore di archeologia greca all'università di Siena (1986-1987) e all'università di Pisa (1990-1993), dal 2000 è professore ordinario di archeologia e storia dell'arte greca e romana all'università di Roma. Dal 2000 è membro corrispondente dell'Accademia dei Lincei.
Ha lavorato sulla cultura figurativa di epoca greca e romana: si devono ai suoi studi la ricomposizione delle sculture dell'Amazzonomachia del frontone del tempio di Apollo Sosiano di Roma, esposta ai Musei Capitolini, e la ricontestualizzazione degli arredi dei giardini (horti) romani dell'Esquilino.
Dal 1987 ha guidato la missione topografica nel sito archeologico della città di Bargylia, presso Iasos, in Turchia. Ha diretto gli scavi della Sovraintendenza nei Fori Imperiali dal 1997.

## Opere principali
- Introduzione allo studio di Nola antica, L'Arte tipografica, Napoli 1971.
- Eros in Grecia, Arnoldo Mondadori, Milano 1975 (con John Boardman e Antonia Mulas)
- Guida archeologica di Pompei, Arnoldo Mondadori, Milano 1976 (con Mariette De Vos); nuova edizione nel 1994
- Affreschi romani dalle raccolte dell'Antiquarium comunale, Assessorato antichità, belle arti e problemi della cultura, Roma 1976.
- Ara Pacis Augustae. In occasione del restauro della fronte orientale, L'Erma di Bretschneider, Roma 1983 (con Vivian Ruesch e Bruno Zanardi).
- La riva a mezzaluna. Culti, agoni, monumenti funerari presso il Tevere nel Campo Marzio occidentale (Studi e materiali del Museo della civiltà romana, 11), L'Erma di Bretschneider, Roma 1984.
- I Musei Capitolini, Federico Garolla editore, Milano 1984 (con Maria Elisa Tittoni Monti)
- L'età d'oro di Cleopatra. Indagine sulla Tazza Farnese (Documenti e ricerche d'arte alessandrina, 5), L'Erma di Bretschneider, Roma 1984.
- Amazzonomachia: le sculture frontonali del tempio di Apollo Sosiano (catalogo mostra), De Luca editore, Roma 1985.
- Rilievi storici capitolini. Il restauro dei pannelli di Adriano e di Marco Aurelio nel Palazzo dei Conservatori (catalogo mostra), De Luca editore, Roma 1986 (con Marina Bertoletti).
- Le tranquille dimore degli dei. La residenza imperiale degli horti Lamiani (catalogo mostra), Marsilio, Venezia 1986 (a cura di, con Maddalena Cima).
- L'auriga dell'Esquilino, L'Erma di Bretschneider, Roma 1987.
- L'esperimento della perfezione. Arte e società nell'Atene di Pericle, Mondadori Electa, Milano 1988.
- I luoghi del consenso imperiale. Foro di Augusto. Foro di Traiano (catalogo mostra), Progetti Museali editore, Roma 1995 (a cura di, con Roberto Meneghini, Lucrezia Ungaro, Marina Milella).
- I Fori Imperiali, Progetti Museali editore, Roma 1996.
- Hispania romana. Da terra di conquista a provincia dell'impero (catalogo mostra), Mondadori Electa, Milano 1997 (a cura di, con Javier Arce e Serena Ensoli).
- Horti Romani (atti del convegno, Roma 1995) (Bullettino della Commissione archeologica comunale di Roma. Supplementi, 6), L'Erma di Bretschneider, Roma 1998 (a cura di, con Maddalena Cima)
- Aurea Roma: dalla città pagana alla città cristiana (catalogo mostra), L'Erma di Bretschneider, Roma 2000 (a cura di, con Serena Ensoli).
- “Fori Imperiali. Relazione preliminare degli scavi eseguiti in occasione del Giubileo del Duemila” in Römische Mitteilungen 108, 2001, pp. 171-283 (con Silvana Rizzo, Roberto Meneghini, Riccardo Santangeli Valenzani).
- "Survey archeologica nell'area del golfo di Mandalya (Turchia)", in La parola del passato, 341, 2005, p. 392 e seguenti.
- "Una nuova replica della testa dell'Hermes attribuito a Policleto", in Bullettino della Commissione archeologica comunale di Roma, 107, 2006, p. 31 e seguenti.
- Le due patrie acquisite. Studi di archeologia dedicati a Walter Trillmich, L'Erma di Bretschneider, Roma 2008 (a cura di, con Pilar León, Claudio Parisi Presicce, Walter Trillmich).
- Trionfi romani (catalogo mostra), Mondadori Electa, Milano 2008 (a cura di, con Stefano Tortorella).
- Lo spazio negato. La pittura di paesaggio nella cultura artistica greca e romana, Mondadori Electa, Milano 2008.